# Граничен пазар
Граничен пазар (букв. превод от англ. frontier market) е термин за пазарна икономика на развиваща се страна, която е по-развита от икономиките на най-слабо развитите страни, но е все още твърде малка, рискова или неликвидна, за да бъде класифицирана като нововъзникващ пазар. Терминът често се използва, за да опише фондовите пазари на по-малките, но все пак „инвестиционни“ държави от развиващия се свят.
Според Световния икономически форум, граничните пазари:
- споделят много привлекателни характеристики на нововъзникващите пазари;
- вече биват проправяни от пионерите им; и
- може би са с надценени рискове[3].

Съществуват случаи, при които дадена страна с граничен пазар в миналото е била рекласифицирана към групата на нововъзникващите пазари, но след това отново се е върнала към статуса си на пазар на границата.